# Бюль (Фрибур)

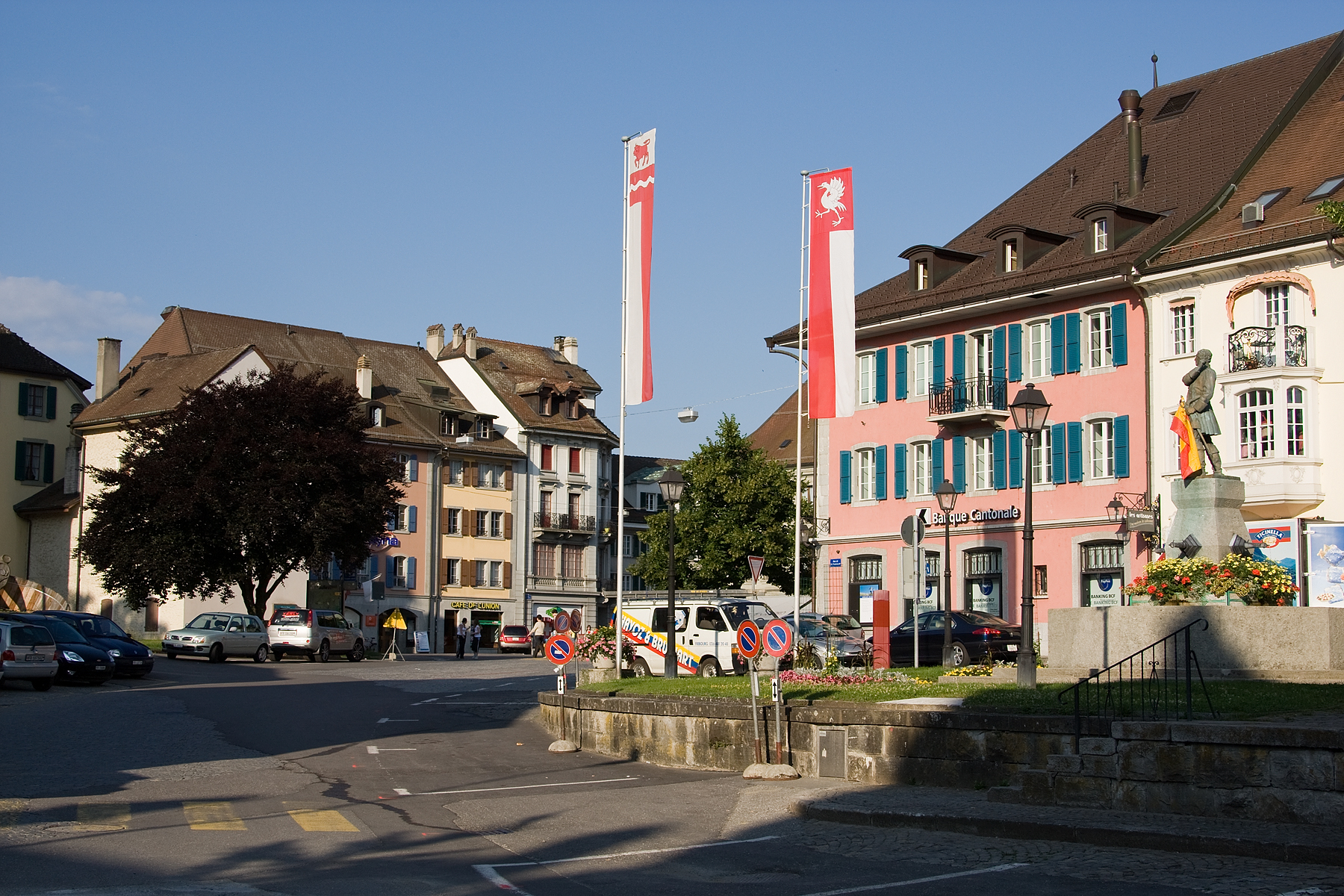
Place du Marché в Бюле

Бюль (фр. Bulle) — город в Швейцарии, в кантоне Фрибур, центр округа Грюйер.
Население составляет 23 871 человек (на 31 декабря 2019 года). Официальный код — 2125.